# SN 2007hh
SN 2007hh – supernowa typu Ia odkryta 26 sierpnia 2007 roku w galaktyce A164659+3856. W momencie odkrycia miała maksymalną jasność 19,90m.